# When the Day Breaks
When the Day Breaks (en hangul, 아침이 밝아올 때까지; RR: Achimi Balgaol Ddaeggaji) es una serie de televisión surcoreana dirigida por Lee Jeong-hyo y protagonizada por Han Suk-kyu, Jung Yu-mi, Lee Hee-joon y Kim Jun-han. Estaba previsto su estreno en el canal JTBC en el segundo semestre de 2022, aunque la producción se suspendió temporalmente.

## Sinopsis
Es un drama sobre un científico forense (Han Suk-kyu) que se convierte en sospechoso de asesinato y una perfiladora de criminales (Jung Yu-mi) que intenta descubrir la verdad.

## Reparto
- Han Suk-kyu[2]
- Jung Yu-mi[3]
- Lee Hee-joon
- Kim Jun-han
- Yeom Hye-ran
- Ryu Hye-young
- Kim Yoo-mi
- Han Woo-yeol[4]
- Joo Suk-tae

## Producción
El director de When the Day Breaks, Lee Jung-hyo, ha dirigido, entre otras series, Life on Mars, El amor es un capítulo aparte y Aterrizaje de emergencia en tu corazón.
El rodaje de la serie comenzó a mediados de marzo de 2021. En diciembre de 2021 un portavoz de JTBC comunicó que se habían filmado ya ocho episodios, pero que el rodaje se suspendería con el objeto de reorganizarla «para lograr la perfección». También declaró que «no se ha decidido cuándo se reanudará la filmación. No se ha fijado el cronograma». Por otra parte, JTBC salió al paso de las críticas sobre el presunto contenido de la serie en un comunicado, según el cual «no hay ningún espía que lidere el movimiento de democratización basado en el contenido del drama, y los malentendidos se resolverán si el drama se desarrolla».
El anuncio de la serie había creado polémica en su país debido a que se basa en una novela de misterio del escritor chino Zhen Xiang, titulada La larga noche sin amanecer. Se criticó el hecho de que, cuando se publicó el libro, este fue promovido activamente por las autoridades chinas, y muchos han visto en ello un modo de usarlo para justificar y apoyar la campaña anticorrupción que llevó a cabo en ese país entre 2013 y 2014. Además, el autor de la novela publicó unas declaraciones en 2019 en las que denigraba a los activistas que defendían la democracia en Hong Kong, diciendo de ellos que «son vagos y no tienen trabajos serios».